# Legio XIII Gemina
Die Legio XIII Gemina (13. Zwillingslegion) war eine Legion der römischen Armee, die seit ihrer Aufstellung durch Gaius Iulius Caesar im Jahre 57 v. Chr. bis in das 5. Jahrhundert mit Unterbrechungen aktiv war. Das Legionsemblem war ein Löwe.
Inwieweit Octavians Legio XIII und die caesarische Legion als dieselbe Einheit anzusehen sind, ist ungeklärt, doch wird zumindest von einer starken Bezugnahme auf die Tradition der „alten Legion“ ausgegangen.

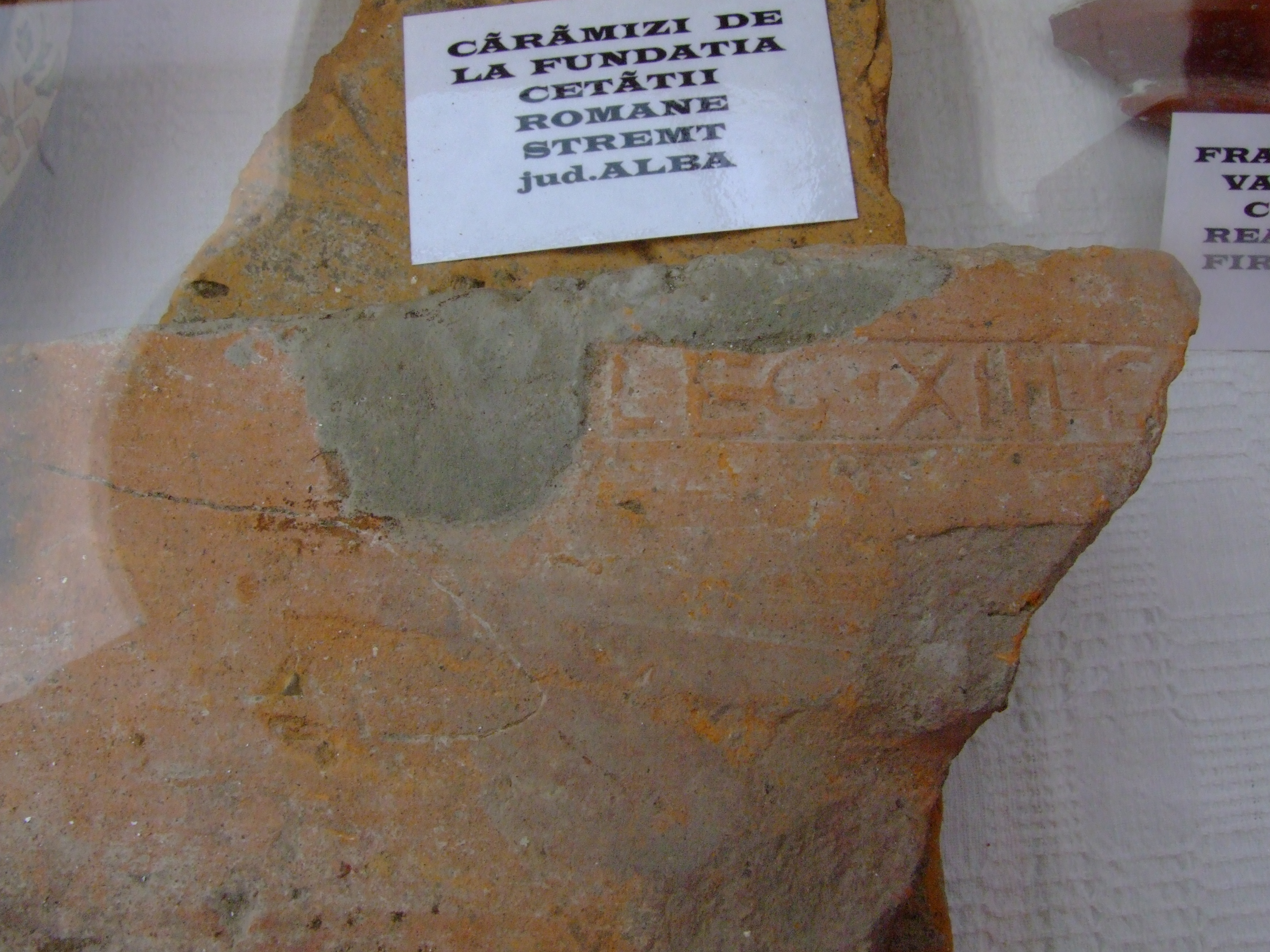
Ziegel mit dem Stempel der LEG(io) XIII G(emina) aus Rumänien

## Caesars Legio XIII

### Gallischer Krieg
Die Legion wurde 57 v. Chr. von Gaius Iulius Caesar für den Gallischen Krieg erstmals aufgestellt.
Im Jahr 57 v. Chr. wurde die Legion gegen die Stämme der Belger, Nervier eingesetzt. Den Winter 54/53 v. Chr. verbrachte die Legio XIII mit ihrem Legaten, dem Quaestor Lucius Roscius Fabatus, in einem Lager im befriedeten Teil Galliens, dem Gebiet der Esubier. Dort begann ein Aufstand der aremoricanischen Stämme, der jedoch bald darauf zusammenbrach. Während des gallischen Aufstandes kämpfte sie 52 v. Chr. unter anderem in der Schlacht von Gergovia und der Schlacht um Alesia gegen die Truppen des Vercingetorix.

### Bürgerkrieg unter Caesar
Caesar überschritt im Jahr 49 v. Chr. mit der Legio XIII den Rubicon und löste damit den Römischen Bürgerkrieg aus. Zunächst wurde die XIII in Ariminum (Rimini) stationiert. Dann gelang der Legion unter Caesars Führung die Vertreibung der senatorischen Truppen aus Auximum (Osimo).
Nach der Eroberung Italiens wurde die Legion kurzzeitig nach Apulien verlegt. Im Januar 48 v. Chr. nahm die Legion an der Schlacht von Dyrrhachium und im August 48 v. Chr. an der Schlacht von Pharsalos teil. Danach wurde die Legion nach Italien geschickt und ausgemustert. Im Jahr 46 v. Chr. wurde die Legion reaktiviert und bei Caesars Feldzug nach Africa in der Schlacht bei Thapsus eingesetzt. Möglicherweise nahm die Legion 45 v. Chr. noch an der Schlacht von Munda teil.
Um 46/45 v. Chr. wurde die Legion aufgelöst. Die Veteranen wurden bei Hispellum (Spello) in der italienischen Provinz Perugia angesiedelt.

## Octavians Legio XIII Gemina
Für eine mögliche „Reaktivierung“ der caesarischen Legion fehlen Beweise; es kann sich bei der von Octavian, dem späteren Kaiser Augustus, um 41/40 v. Chr. (wieder-)aufgestellten Legion auch um eine zufällige Nummerngleichheit handeln.

### Bürgerkrieg unter Octavian
Unter Octavian kämpfte die Legion XIII von 40 bis 31 v. Chr. im Römischen Bürgerkrieg.
Sie kämpfte seit 41/40 v. Chr. im Krieg auf Sizilien gegen Sextus Pompeius, der die Getreidelieferungen nach Rom bedrohte. Im Jahr 36 v. Chr. wurde die Legion bei Puteoli eingesetzt und möglicherweise im Jahr 31 v. Chr. in der Schlacht bei Actium. Nach der Schlacht wurde die Legion wohl mit anderen Truppenteilen verschmolzen und erhielt den Beinamen Gemina. 30 v. Chr. wurde die Legion auf den Balkan verlegt.

### Julisch-claudische Dynastie

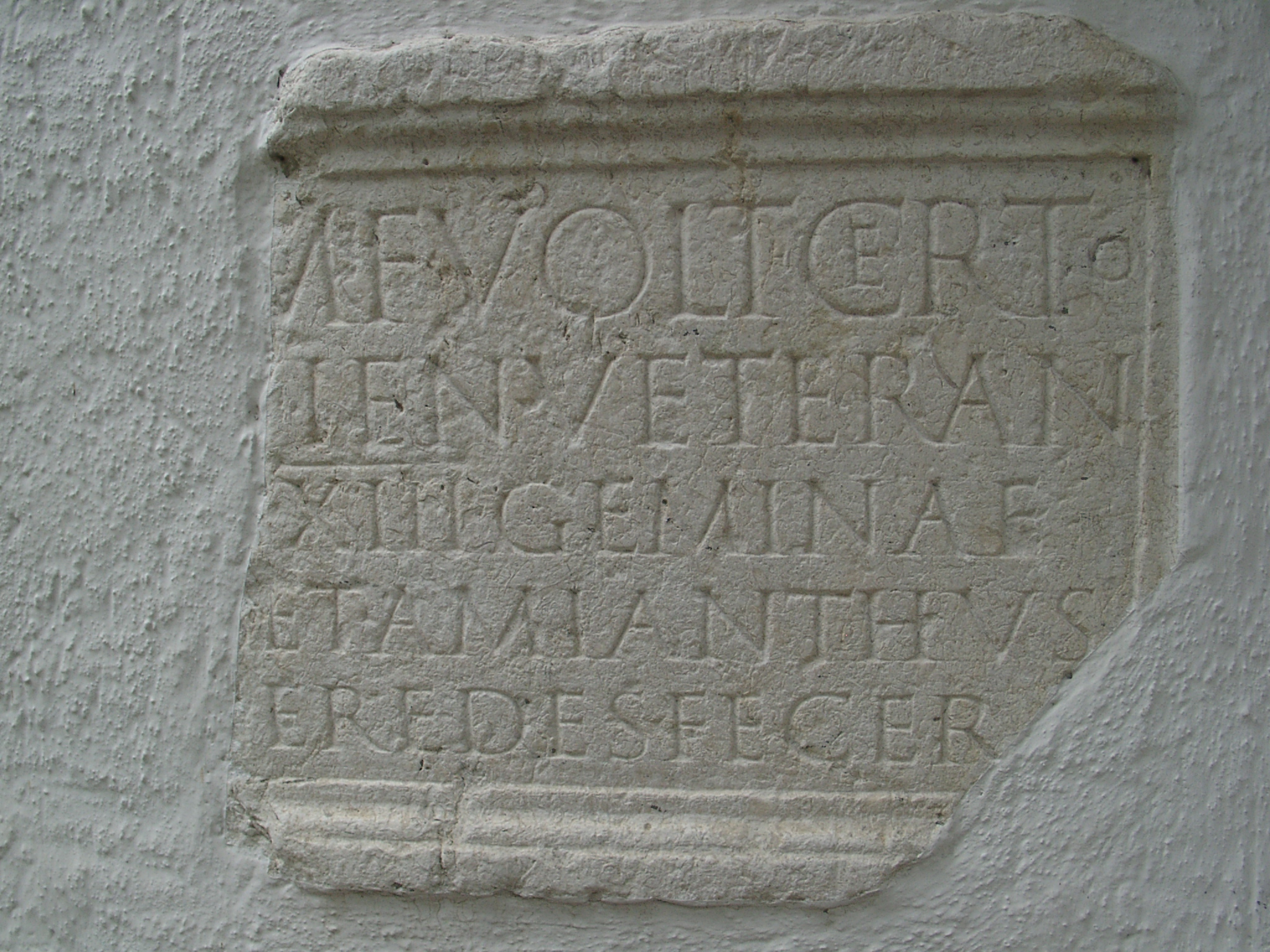
Grabstein des Veteranen Certus aus dem antiken Tenedo (Zurzach)

Von 30 bis 16 v. Chr. war die Legio vermutlich im dalmatischen Burnum (Kistanje in Kroatien) stationiert und danach von 16 v. Chr. bis 9 n. Chr. in Aemona auf dem Gebiet des heutigen (Ljubljana in Slowenien).
Drusus besetzte im Jahr 15 v. Chr. Raetia und setzte die Legionen XXI Rapax und XIII Gemina als Besatzungstruppen ein. Im Jahr 6 rüstete Tiberius gegen Marbod, den König der Markomannen. Es wurden insgesamt zwölf Legionen mit Hilfstruppen aufgestellt. Kurz nach Beginn des Feldzugs im Frühjahr des Jahres 6 brach Tiberius ihn wieder ab und schloss einen Freundschaftsvertrag mit Marbod, als er die Nachricht vom Pannonischen Aufstand erhielt. Von 6 bis 9 n. Chr. warf Tiberius mit größten Anstrengungen, unter Aufbietung einer Armee von 15 Legionen, was die Hälfte des gesamten Militärpotentials der Römer zu der Zeit darstellte, den Aufstand in Pannonien und Illyrien nieder, an dessen Niederwerfung die Legion ebenfalls beteiligt war.
Nach dem Verlust der drei Legionen XVII, XVIII und XIX in der Varusschlacht wurde die Legio XIII Gemina im Jahr 9 n. Chr. als Ersatz nach Germania superior (Obergermanien) geschickt, wo sie bis 17 n. Chr. in Mogontiacum (Mainz) stationiert war. Nach Augustus’ Tod im Jahr 14 n. Chr. meuterten die Legionen in Germanien, wurden aber durch Zugeständnisse des Germanicus bald wieder beruhigt. Acht Legionen nahmen an den Germanicus-Feldzügen im rechtsrheinischen Germanien in den Jahren 14 bis 16 n. Chr. teil. Die Legionen II Augusta, XIII Gemina, XIIII Gemina und XVI Gallica gehörten zur oberrheinischen Heeresgruppe des Germanicus, während die I Germanica, V Alaudae, XX Valeria Victrix und XXI Rapax zur niederrheinischen Heeresgruppe des Aulus Caecina Severus zählten. Im Jahr 17 n. Chr. wurde die Legion nach Vindonissa (Windisch) verlegt. Sie baute den Stützpunkt zu einem aus Holzbauten bestehenden Legionslager aus. Um 45/46 n. Chr. wurde die Legion in Vindonissa von der Legio XXI Rapax abgelöst und an die mittlere Donau nach Poetovio (Ptuj) in Pannonien verlegt, wo sie die Legio VIII Augusta ersetzte.

### Vierkaiserjahr und Flavische Dynastie
Im Bürgerkrieg des Vierkaiserjahres 69 n. Chr. stand die Legion zunächst auf der Seite Othos. In der Ersten Schlacht von Bedriacum wurden Othos Legionen von Vitellius geschlagen. Vitellius setzte die Legion zum Bau von Amphitheatern in Bedriacum (Cremona) und Bononia (Bologna) ein und verlegte sie dann nach Pannonien. Dort schloss sich die Legion Vespasian an. In der Zweiten Schlacht von Bedriacum siegten Vespasians Truppen. Die Legio XIII Gemina gehörte zu den insgesamt neun Legionen, die den Bataveraufstand im Jahr 70 niederschlugen.
Kaiser Domitian verlegte sie kurz nach 90 an die Donaugrenze nach Vindobona (Wien), wo sie wesentlich am Aufbau des Legionslagers beteiligt war. Im Jahr 92 nahm die Legion unter ihrem Legaten Lucius Caesennius Sospes an Domitians Krieg gegen die Sueben und Sarmaten teil.

### Adoptivkaiser und Antoninische Dynastie
Der Bau des pannonischen Legionslagers Brigetio, das nach älterer Meinung während der Regierungszeit des Kaisers Trajan (98–117) oder laut der im Lager geborgenen Bauinschrift um 124/128 n. Chr. errichtet wurde, entstand durch die seit 89 n. Chr. in Pannonien eingesetzte Legio I Adiutrix, wobei sie laut der vorgefundenen Ziegelstempel von Vexillationen (Abteilungen) der drei anderen pannonischen Legionen an der suebischen Front – der XIII Gemina, der XIIII Gemina und der XV Apollinaris – unterstützt wurde. Sollte Brigetio eine trajanische Gründung sein, verließ die Legio I Adiutrix 100/101 n. Chr. Brigetio und kam in einen Bereitstellungsraum für den ersten Dakerkrieg (101–102). Dabei könnte auch der Bautrupp der XIII Gemina aus Brigetio abgezogen worden sein, da diese Legion gleichfalls am ersten Dakerkrieg Trajans teilnahm. Anschließend bildete sie mit der Legio IIII Flavia Felix unter dem Militärstatthalter Cn. Pinarius Aemilius Cicatricula Pompeius Longinus die Besatzungsmacht des eroberten Gebietes. Ein Aufstand führte im Jahr 105 zum zweiten Dakerkrieg, der im Jahr 106 mit einem römischen Sieg und der Gründung der Provinz Dacia endete. Nach den Dakerkriegen wurde die Legion in Apulum (Alba Iulia; dt.: Karlsburg) stationiert. Die Legio I Adiutrix wurde 115 wieder abgezogen. In den Jahren 116 bis 119 führten sarmatische Angriffe dazu, dass einige exponierte Randgebiete Dakiens aufgegeben wurden. Im Jahr 119 wurde die Legio IIII Flavia Felix abgezogen, und die Legio XIII Gemina blieb, neben mehreren Auxiliareinheiten, als Besatzungstruppe zurück.
Vexillationen wurden auch in „Außenposten“ stationiert, um die aurariae Dacicae (Goldminen Dakiens) zum Beispiel bei Ampelum (Zlatna), Alburnus Maior (Roșia Montană), Pianu de Jos zu überwachen. Mit dem Kürzel LEG XIII GEM gestempelte Ziegel weisen auf Bautätigkeiten an diesen Orten hin. Auch die in Vețel (Micia) und Bulci aufgefundenen Ziegelstempel, die Weihesteine der Centurionen Lucius Licinius Messalinus und Caius Iulius Iulianus bestätigten die Identifizierung dieser Fundplätze als römische Militäranlagen des 2. Jahrhunderts n. Chr., vermutlich wurde diese Kastelle ebenfalls von Vexillationen dieser Legion erbaut. Vetel/Micia wurde und im Rahmen diverser Aufgaben auch im weiteren Verlauf des 2. Jahrhunderts immer wieder von Angehörigen der XIII Gemina aufgesucht, wie die Datierungen der Weihesteine vermuten lassen.
Eine Vexillation nahm 115 bis 117 an Trajans Feldzug gegen die Parther teil. Die Legion muss sich bei unbekannten Anlässen, möglicherweise während des Bar-Kochba-Aufstandes, ausgezeichnet haben, denn um 136 n. Chr. trug sie den Titel Pia Fidelis (pflichtbewusst und treu) und erhielt von Antoninus Pius (138–161) den Beinamen Antoniniana. Vor 150 n. Chr. wurde eine Vexillation nach Dalmatia verlegt.
Um 156/158 führte Marcus Statius Priscus Licinius Italicus, der Statthalter der Provinz Dacia Superior, einen Krieg gegen Daker und Jazygen in dem sich die Legio XIII Gemina auszeichnen konnte. Zwischen 162 und 166 wurde die Legion im Partherkrieg des Lucius Verus eingesetzt. Lucius Verus führte im Osten das Kommando über die römische Strafexpedition gegen die Parther, die 161 römische Territorien überfallen hatten.
Zu Beginn der Markomannenkriege (166–180) griffen Vandalen und Sarmaten 166/167 die Goldbergwerke in Westdakien an. Nähere Angaben zur Rolle der Legio XIII Gemina in diesen Kämpfen fehlen, doch war die Legion sicherlich daran beteiligt. Um 182–184 kämpften die Legionen XIII Gemina und V Macedonica unter Pescennius Niger und Clodius Albinus gegen die Sarmaten.

### Zweites Vierkaiserjahr und Severer
Im Zweiten Vierkaiserjahr 193 stellte sich die Legion auf Seite des pannonischen Statthalters Septimius Severus, der ihr den Beinamen Severiana verlieh. Eine Vexillation aus Legionären der V Macedonica und der XIII Gemina siegte gegen Pescennius Niger, den Gegenkaiser im Osten, an der Kilikischen Pforte und 194 in der Schlacht bei Issos. Möglicherweise nahm sie auch an Severus’ Partherfeldzug teil, der 198 mit der Einnahme der Hauptstadt Ktesiphon endete.
Eine Weihung an Hercules und Silvanus, den Gott der Hirten und Wälder aus den Jahren 211 bis 222 beweist, dass eine Vexillation der Legio XIII Gemina  auch noch im 3. Jahrhundert im Kastell Vețel stationiert war. Von Caracalla (eigentlich Marcus Aurelius Severus Antoninus) 217 oder Elagabal (eigentlich Marcus Aurelius Antoninus) erhielt die Legion den Beinamen Antoniniana.

### Soldatenkaiser

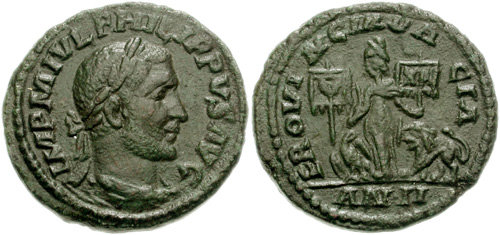
Æ des Philippus Arabs, geprägt 247/248.
IMP(erator) M(arcus) IVL(ius) PHILIPPVS AVG(ustus); PROVINCIA DACIA.
Die personifizierte Dacia hält die Standarten der Legio V Macedonica und der Legio XIII Gemina. Daneben die Symbole der beiden Legionen, Adler und Löwe.

Um 240 wurde die Legion unter dem Namen Legio XIII Gemina Gordiana überliefert. Durch Grabsteine in Apameia am Orontes ist die Teilnahme zumindest einer Vexillation der Legion an einem Sassanidenfeldzug in der Mitte des 3. Jahrhunderts belegt.
244 setzte Valerius Valens, der Signifer der XIII Gemina, den Merkurtempel von Aquileia instand. Als Decius (249–251) 249 von den Donautruppen zum Kaiser ausgerufen wurde, verlegte Philippus Arabs die Legio XIII Gemina nach Aquileia um Oberitalien zu schützen.
Wahrscheinlich nahm die Legion an den Kriegen des Kaisers Gallienus (253–268) teil, der Münzen zu Ehren der Legion prägen ließ und ihr den Beinamen Gallieniana verlieh. Bereits unter Gallienus begann ein allmählicher Abzug aus Dakien. Um 260 waren Teile der Legion wieder in Poetovio stationiert und baute dort das Mithräum aus.
271/272 konnte Aurelian die in Dakien eingefallenen Goten besiegen, doch war die Provinz auf Dauer nicht zu halten. Als Aurelian Dakien 275 n. Chr. endgültig aufgab, wurde die Legion in Ratiaria (Arcar in Nordbulgarien) in der neugebildeten Provinz Dacia ripensis stationiert. Einige Exklaven nördlich der Donau wurden noch gehalten: beispielsweise Desa, wo eine der Vexillation der XIII Gemina zwischen 275 und 305 nachgewiesen wurde.

### Spätantike

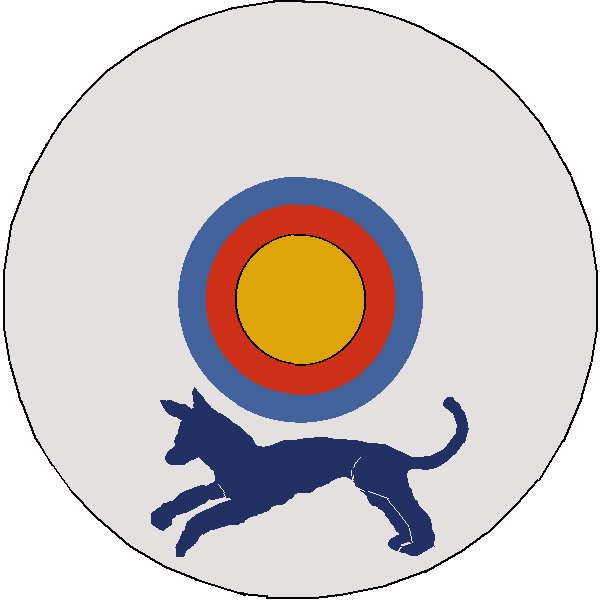
Schildbemalung der comitatensischen Tertiodecimani im frühen 5. Jahrhundert.

295/296 kämpften Teile der Legion unter Diokletian in Ägypten und wurden 296 in der ägyptischen Provinz Herculia (NO- & Zentralägypten) stationiert.
Vermutlich gliederte bereits Konstantin der Große (306–337) die Legion in mehrere Detachments unter jeweils eigenen Präfekten auf.
Im frühen 5. Jahrhundert waren die fünf dakischen Detachments der Legio Tertiadecima Gemina mit ihren Praefecti in Aegeta (Serbien), Transdrobeta, Burgo Novo, Zernis (auch Dierna, heute Orșova) und Ratiaria als Limitanei (Grenzlegion) dem Dux Daciae ripensis unterstellt. Eine in Babylonia (Kasr-Ash-Shama, Ägypten) stationierte Legio Tertiadecima Gemina unterstand dem Comes limitis Aegypti. Die zu Comitatenses (Feldheer) mobilisierten Tertiodecimani unterstanden dem Magister militum per Thracias.

## Kulturelle Bezüge
Die beiden Hauptpersonen der Fernsehserie Rom, namentlich Lucius Vorenus und Titus Pullo, werden als Mitglieder der Legio XIII verortet, sind vermutlich jedoch Centurionen der Legio XI gewesen.